# Малий Ходачків

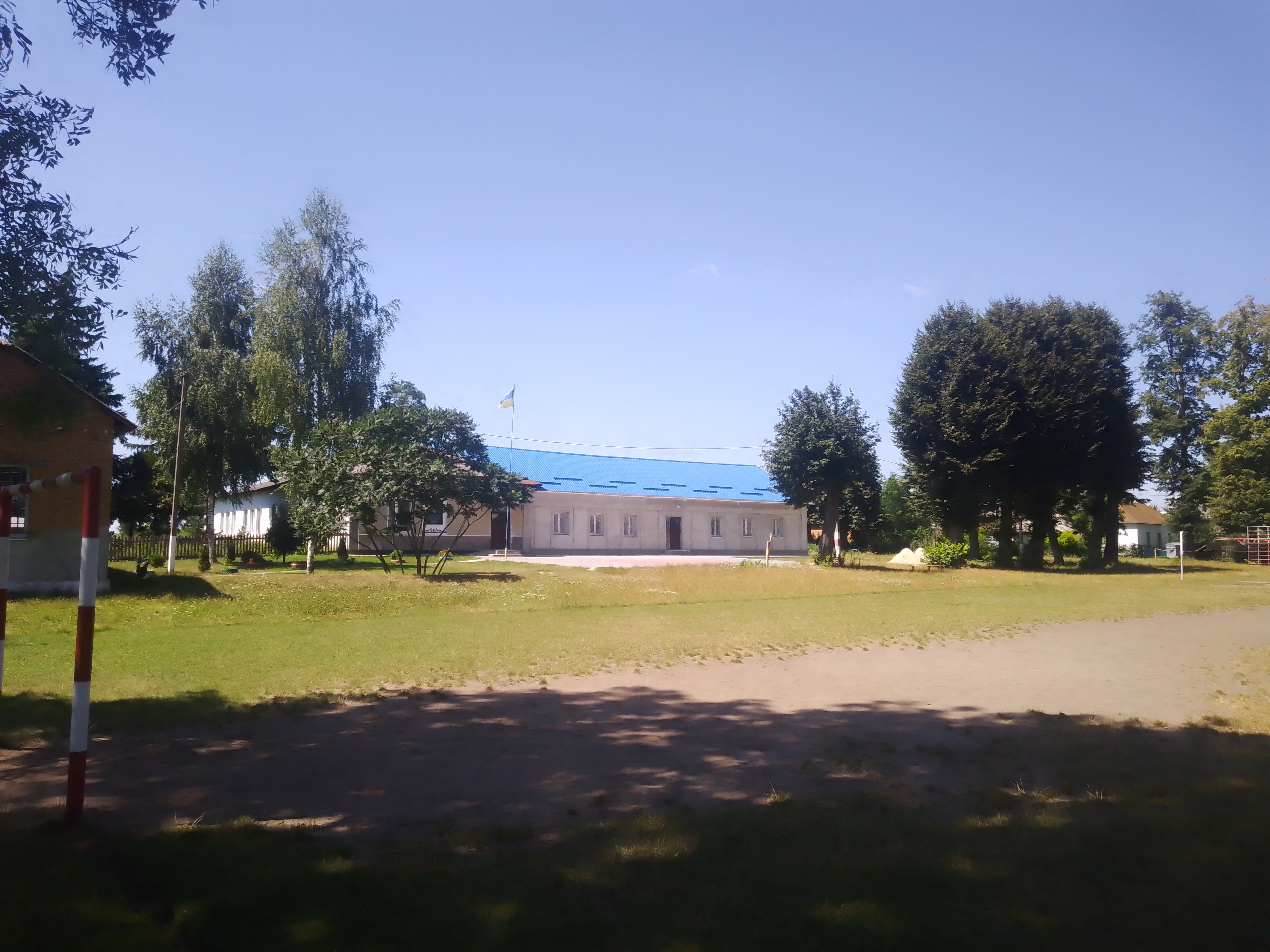
Малоходачківська школа

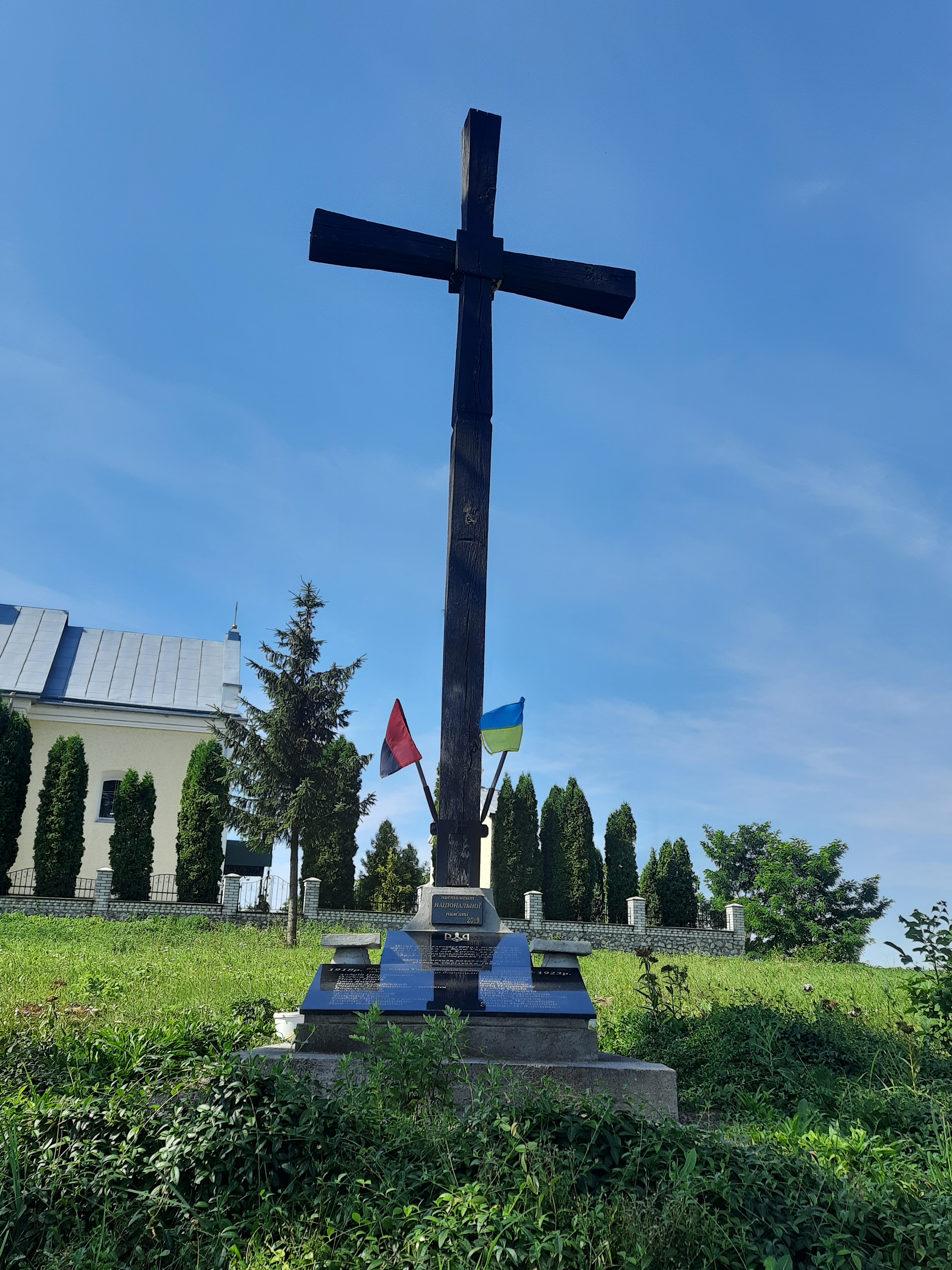
Символічна могила УСС

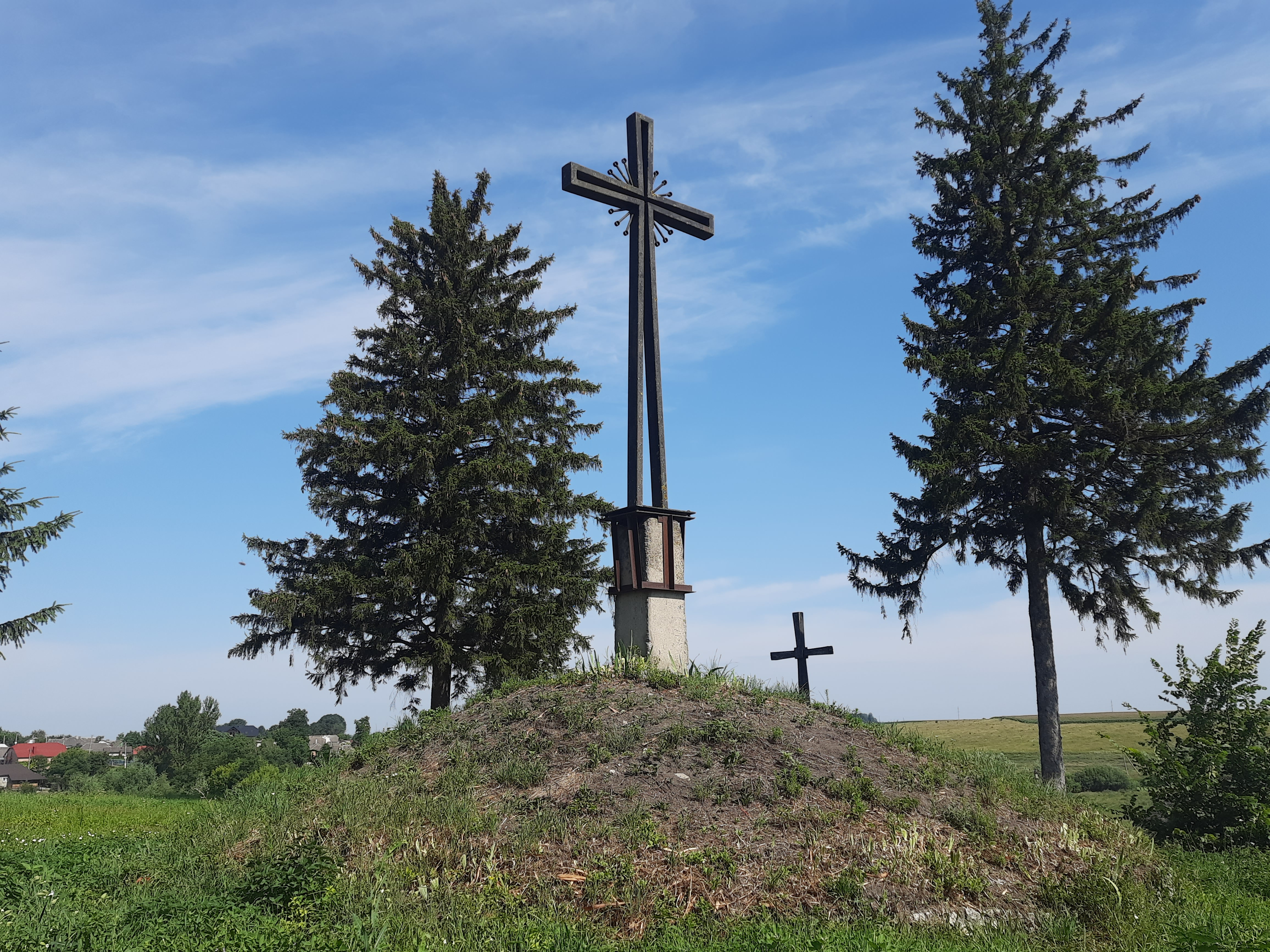
Символічна могила воякам УПА

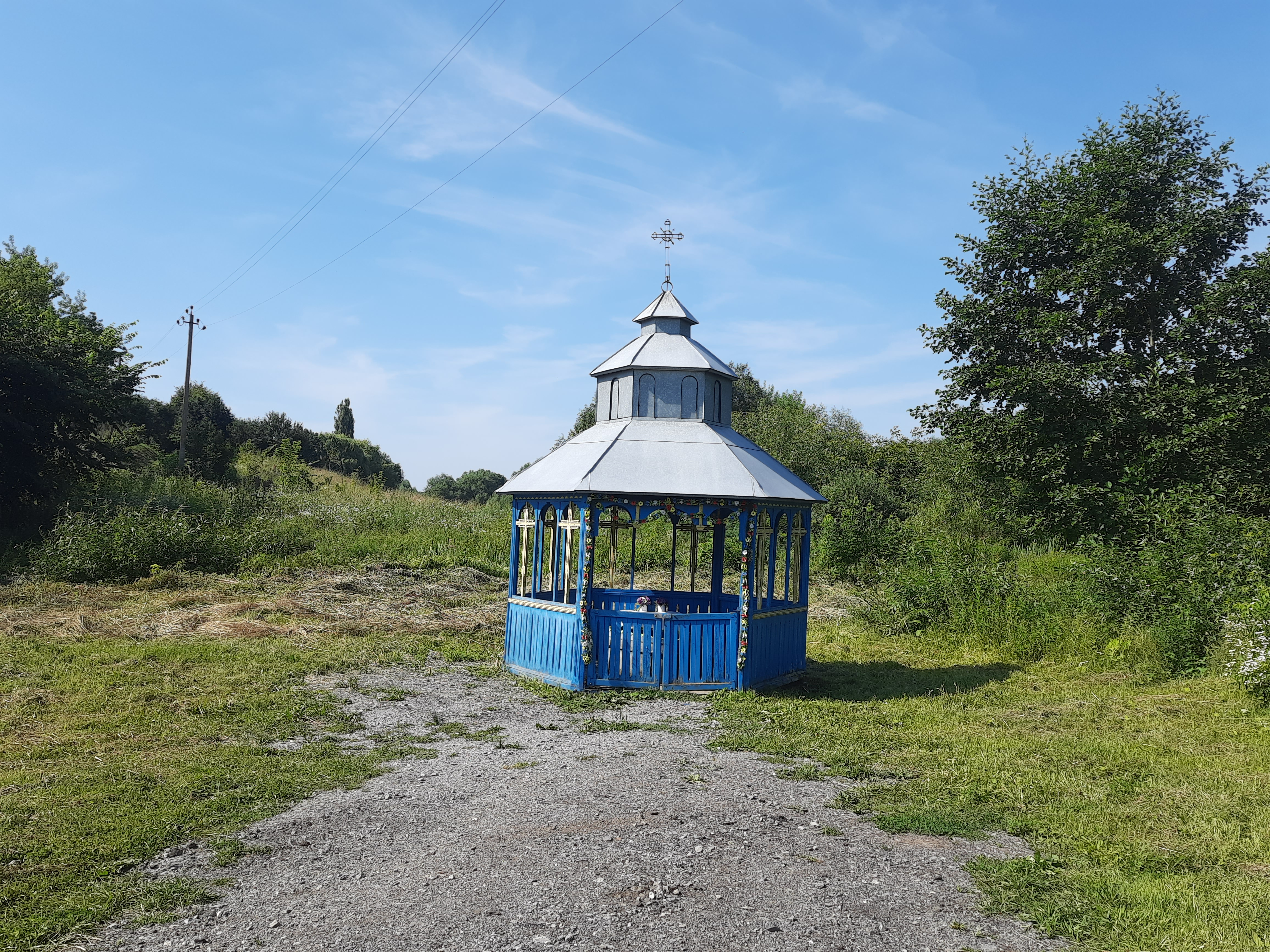
Капличка

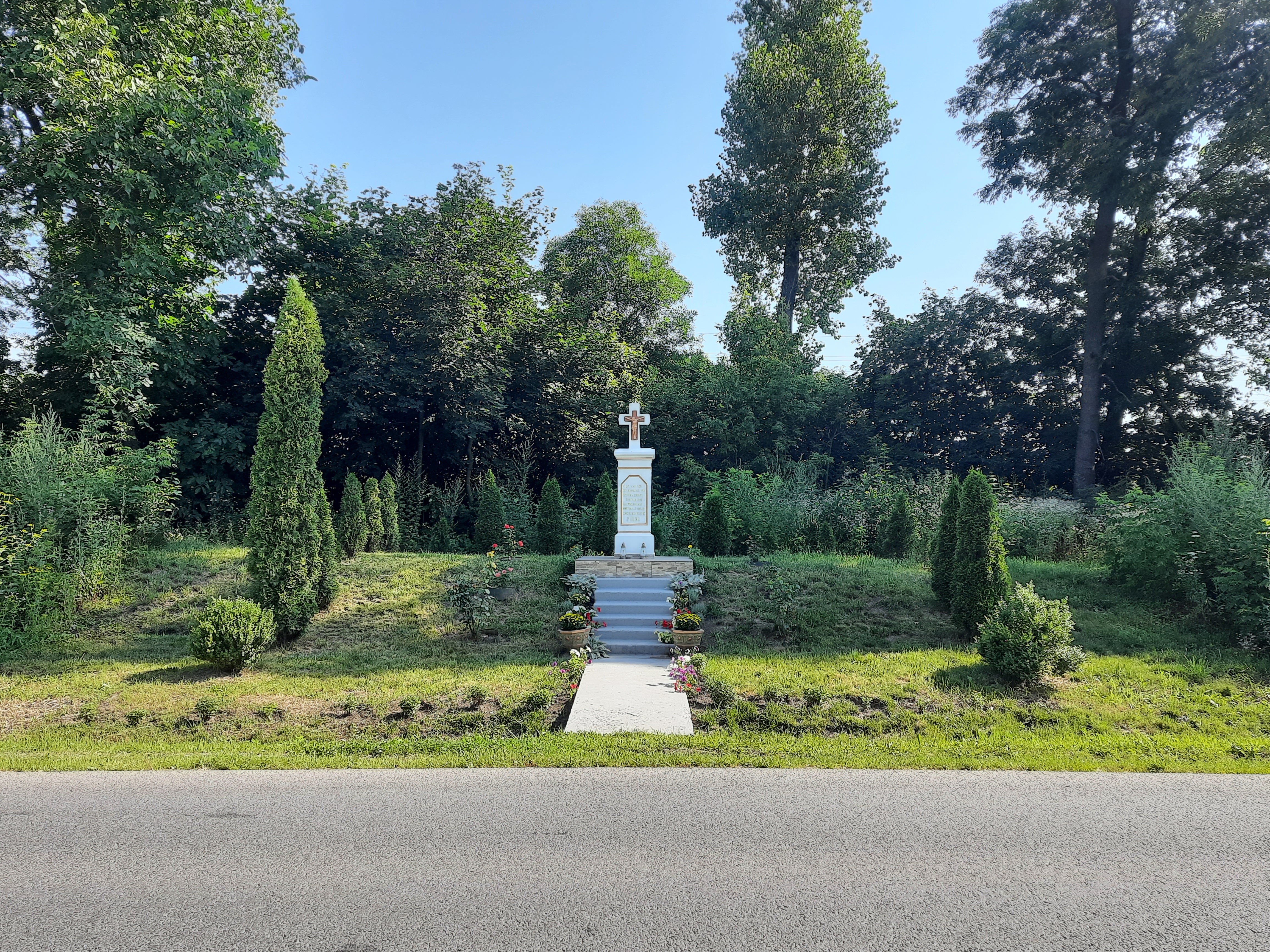
Пам'ятний хрест на околиці села

Мали́й Хода́чків — село в Україні, у Великобірківській селищній громаді Тернопільського району, Тернопільської області. До 2019 адміністративний центр Малоходачківської сільської ради, якій було підпорядковане с. Костянтинівка.

## Розташування
Географічні координати — 49° 29’ пн. ш. 25° 50’ сх. д. Площа — 6,3 кв. км.
Розташоване на берегах річки Качава (ліва притока Теребни, басейн Гнізни, сточище Дністра), за 14 км від м. Тернопіль і 9 км від найближчої залізничної станції Бірки-Великі. Через село проліг автошлях Тернопіль–Гусятин.

## Хутори
У зв'язку з переселенням мешканців хутори Караманда і Колонія виведені з облікових даних.
Караманда — хутір виведений із облікових даних у зв'язку з переселенням мешканців. Розташований за 2 км від с. Малий Ходачків. Назва походить, ймовірно, від татарського «караманда» — чорний кінь. У лютому 1952 р. — 2 будинки, 7 осіб. Нині на місці хутора — ліс.
Колонія — хутір, виведений із облікових даних у зв'язку з переселенням мешканців. Розташований за 2 км від с. Малий Ходачків. Відомий від кінця 1920-х рр.; заснували польські переселенці. 10 січня 1944 р. на хуторі загинув повітовий референт пропаґанди ОУН Богдан Вовк. У березні 1949 р. на хуторі — 17 будинків, 66 осіб. У 1950-х рр. будинки знесли, а мешканців переселили. Нині на місці хутора — поле.

## Історія
Поблизу села виявлено археологічні пам'ятки черняхівської та давньоруської культур.
За результатами розкопок, колись на території села було щонайменше три поселення: на території сучасного «мікрорайону» Горбок (залишки городища черняхівської культури), на території заплави річки Качава коло лісу Караманда (за переказами, поселення згоріло під час одного з нападів чи то ще монголів, чи вже татар), та на території сучасного «мікрорайону» Качава.
Під назвою Качава, власне, село і згадується вперше у 1464 році (запис про зміну власника).
Перша писемна згадка — 1464, як Качава (нині «куток» села), за записом про зміну власника; цього ж року була встановлена межа між селом і Борками (нині смт Великі Бірки). Внаслідок татарських нападів 1508, 1515 і 1516 рр. населений пункт зруйнований.
Від середини XVI до середини XVII ст. село перебувало у власності родини Потоцьких. У XVII ст. Малий Ходачків згаданий як Ходачків або Качова. 1765 р. село належало до королівського маєтку Борки, було у довічному володінні Віктора Залеського.
1832 р. в селі проживало 978 осіб; душпастирював о. Михайло Бачинський. У 1849 р. відкрили школу. 1896р (в селі — 351 будинок, 1955 осіб, із них 1762 українці, 91 поляк, 102 євреї). Велика земельна власність належала Баворовській; працювали фільварок, млин і 2 корчми.
В УСС і УГА воювали близько 50 осіб, у т. ч. Володимир, Дмитро, Микола та Федір Балабани, Петро, Степан Іванович, Степан Павлович і Теодор Недошитки, Іван, Микола й Павло Томківи, Петро Прус та ін.
1921 р. в Малому Ходачкові — 301 будинок, 1906 осіб. Діяли філії товариств «Просвіта», «Січ», «Сокіл», «Сільський господар», «Рідна школа», «Союз Українок», а також кооператива, молочарня, аматорський драматичний гурток і хор.
У 1920-х рр. насипали символічну могилу УСС і воякам УГА. Восени 1930 р. під час пацифікації поляки знищили майно українських установ; на село наклали контрибуцію у 700 злотих та кілька возів збіжжя і фуражу. 1932 р. працювали чотирикласна школа і дві олійні та млин.
1 серпня 1934 року в рамках реформи на підставі нового закону про самоуправління (23 березня 1933 року) село увійшло до новоствореної сільської гміни Великі Бірки (Тернопільський повіт Тернопільського воєводства).
Під час німецько-радянської війни в Червоній армії загинули або пропали безвісти 109 уродженців села. В ОУН і УПА перебували, загинули, репресовані, симпатики цих об'єднань — понад 130 осіб, у тому числі священик Михайло Осадца; у дивізії «Галичина» воювали Йосип Бріль та Олексій Івасечко; під час облави на «Лапаївці» 30 січня 1945 р. загинули Юліан Жук, Богдан Недошитко і Василь Яцків; у серпні 1945 р. у с. Товстолуг органи НКДБ спалили живою Теклю Лилик («Уляну»); криївки були на подвір'ях Анастасії П'ятківської, Володимира і Тимофія Турків.
21 серпня 1941 р. 184 жителів села підтримали Акт відновлення Української держави.
31 січня 1945 р. в селі відбувся бій між 14 вояками УПА і внутрішніми військами МВС та «істрєбітєльним батальйоном» («стрибками»), близько 80 осіб, загинули 14 більшовиків, у т. ч. начальники військкомату і «стрибків»; після бою більшовики пограбували село і спалили три господарства; 14 квітня цього ж року вояки УПА розігнали станицю «стрибків».
20 січня 1948 р. під час примусового створення першого колгоспу більшовики багатьох селян побили, зокрема Полюг, Томківих, Корабля та ін.
У 1948 р. в Малому Ходачкові створено три колгоспи, які у 1950 р. об'єднали в один; у 1955 р. до колективного господарства приєднали колгосп с. Костянтинівка.
У жовтні 1992 р. на місцевому цвинтарі перепоховали останки повстанців Володимира Берези, Михайла Попіва, Дмитра Туроша і Василя Яцківа.

## Населення
Згідно з переписом УРСР 1989 року чисельність наявного населення села становила 1386 осіб, з яких 634 чоловіки та 752 жінки.
За переписом населення України 2001 року в селі мешкало 1346 осіб.

### Мова
Розподіл населення за рідною мовою за даними перепису 2001 року:
| Мова       | Відсоток |
| ---------- | -------- |
| українська | 99,04 %  |
| російська  | 0,59 %   |
| польська   | 0,22 %   |
| білоруська | 0,07 %   |
| молдовська | 0,07 %   |

## Релігія

Вид на церкву архистратига Михаїла.

Є церква святого архістратига Михаїла (1800, кам'яна. Її почали будувати у 1775 році на місці старої, дерев'яної, але через брак коштів та інші обставини будівництво було завершене лише у 1800 році.). Настоятель храму — отець Василь Сліпчук, координатор руху «За тверезість життя» Тернопільсько-Зборівської архиєпархії УГКЦ.
Збудована капличка (1993); встановлені фігури Пречистої Діви Марії (1997); Христа-Чоловіколюбця (2007).

## Пам'ятки
- Фігури на честь скасування панщини, на захист від грому і блискавки (1872);
- пам'ятник воїнам-односельцям, полеглим у німецько-радянській війні (1968),
- насипана символічна могила діячам ОУН і воякам УПА (1991).

## Соціальна сфера
Працюють ЗОШ I—III ступенів, клуб, бібліотека, ФАП, відділення зв'язку, цегельний завод, ковбасний цех, дитячий садочок, 4 торгових заклади, зокрема «Колізей» та приватне підприємство «Садиба», яке популяризує сільський зелений туризм.
Є старий недіючий млин.
Функціонує зразковий аматорський обрядово-фольклорний колектив «Ходаки» (художній керівник — заслужений працівник культури України Михайло Полюга).
У серпні 2016 року на стіні місцевого будинку культури з нагоди 25-ї річниці Незалежності України з'явилося патріотичне панно, який створили митці з Тернопільщини. Патріотичне панно з'явилося у селі Малий Ходачків Тернопільського району на YouTube // Телекомпанія TV-4. — 2016. — 27 вересня.
21 серпня 2017 року у школі с. Малий Ходачків було відкрито пам'ятний інформаційний стенд Теодору Барабашу. 
15 січня 2018 року на фасаді школи відкрили меморіальну дошку Теодору Барабашу. Вона виготовлена в Іспанії за фінансової підтримки членів Всеіспанської ГО «Українська патріотична асоціація «Воля». 

## Населення
Населення — 1352 особи (2001); 1241 особа (2014).

## Відомі люди

### Народилися
- Барабаш Теодор Миколайович (1923—2014) — вчений, винахідник, громадський діяч, доктор гірництва в Іспанії[8][9].
- Водяний Тома (1886—1973) — педагог, громадський діяч, літератор;
- Теодор (Федір) Примак (1876—1934) — педагог, військовик, громадський діяч;
- В. та Л. Вертепні — одні з праведників народів світу[10];

### Працювали, перебували
- Володимир (у миру – Василь Поліщук) — релігійний діяч, єпископ;
- Михайло Осадца — релігійний діяч;
- Платон Воронько — поет, учасник партизанського з'єднання С. Ковпака;
- під час німецько-радянської війни у бою за село відзначився Герой Радянського Союзу Семен Осипов.

## Фотогалерея
